# 淑女，還是老虎？
《淑女，還是老虎 ?》（英語：The Lady, or the Tiger?）是法蘭克·R·史達柯頓在1882年連載於《世紀雜誌》短篇故事，這個故事的英文名後來被衍生為「lady or tiger」的短語，意思是「無法預知、或無法解決的問題」。史達柯頓後來在1885年給故事寫了續集英語：，直译：「打消遲疑的人」。

## 情節概要
故事描述一個「半開化」的國王，一方面推行先進的政策、但也有讓國民雞飛狗跳的措施。比方說，國王就把人丟到競技場，由天意来判決其有罪或是無辜。具體方法是讓嫌疑人從兩扇門中選出一扇，其中一扇後面是飢腸轆轆的老虎，一打開老虎就會撲死嫌疑人、將其吃光；另外一扇後面則是國王選出與嫌疑人相稱的淑女，一打開嫌疑人就會無罪、但嫌疑人必須與淑女結婚，無論嫌疑人先前的婚姻或戀愛狀況如何。
有一日，国王发现公主與英俊的平民男子来往而大怒，決定把平民男子抓去競技場判罪。眾人在為男子的樣貌與命運感慨同時，位高權重且敢愛敢恨的公主，早已知曉兩扇門背後是什麼。她也知曉淑女之门背後的淑女，是宮中最漂亮、最動人的少女；是公主與男子交往時，她所恨之入骨的情敵。早知公主性格的的男子面著公主，以眼神乞求公主指出方向。公主以手指著右門，而男子則打開了那扇門。
故事到此結束。作者之後花了相當篇幅，講解了公主的掙扎、與她如何為了掙扎苦思冥想：如果讓男子打開老虎之門，愛人將死於老虎嘴下；但如果讓男子打開淑女之門，她將眼睜睜地望著愛人與情敵結婚。
作者把故事最後的發展留給觀眾：「門打開後究竟會是什麼？是淑女，還是老虎？」

### 打消遲疑的人
「打消遲疑的人」（The Discourager of Hesitancy）的故事設定在「︁淑女還是老虎」審判的一年後。有五位遠道而來的使者參訪「半開化」國，他們解釋自己的來意，是想知道「︁淑女還是老虎」的結果：當時他們國家有人正好在看那個審判，但在結果出來前，因為太害怕而逃之夭夭，然後回到該國談起那件事。對結果好奇卻無從得知結果的國民，只得派出使者打聽結果。官員聽見來意後，立刻款待這五位使者，並以解出一個小故事的問題為條件，回答審判結果。
故事在審判後不久發生：某位英俊的異國王子聽聞「半開化」國美女如雲，決定前往該國、希望國王賜其中一位為妻。國王思索再三後，決定准許該他的請求，下令隔天舉行婚禮。異國王子完全搞不懂國王命其成婚、不讓他選妃的決定同時，國王為其安排了一位配著短弯刀的侍衛，並暱稱為「打消遲疑的人」監視異國王子，令其遂行國王意志。
第二天，國王給異國王子蒙上眼睛，並選出一位侍女與其成婚；接著國王把其眼罩摘去，讓他在四十多位侍女中，立刻選中剛才迎娶的侍女，否則將殺了他。困惑的異國王子在侍女堆中，見到有位侍女微笑已對、另一位則皺起眉頭。國王隨後要求異國王子在十秒內選出新娘，否則「打消遲疑的人」就要殺了他。異國王子最後走上前去，牽起了那位侍女的手。此時國王宣佈，那位侍女就是異國王子的迎娶對象。
官員的故事說到這裡，要求五位使者判斷出王子是選了微笑那位、還是皺眉那位。這就是官員透露「︁淑女還是老虎」結果的條件。直到故事最後，五位使者「尚未做出決定」。

## 延伸閱讀
- Stockton, F. R. . The Century Magazine. November 1882, 25 (1): 83–86.
- Stockton, F. R. . The Century Magazine. July 1885, 30 (3): 482–484.
- Stockton, F. R.  (PDF). The Novels and Stories of Frank R. Stockton, Volume XV: Stories I (New York: Charles Scribner's Sons): 15–23.
- Pforzheimer, Walter L. . The Colophon. Autumn 1935, 1 (2): 261–270.

## 外部連結
- The Lady and the Tiger （页面存档备份，存于）